# Vergara
Vergara – miasto w Kolumbii, w departamencie Cundinamarca.